# Zijavci
Zijavci (лат. Glareola) rod je ptica iz familije zijavaca i trkalica (Glareolidae). Naučno ime roda je poreklom od deminutiva reči latinskog porekla glarea, „šljunak”, koja se odnosi na tipična staništa gde se ova ptica gnezdi.
Zijavci su grupa od 7 vrsta ptica iz roda Glareola.

## Lista vrsta
- Rod 
  - Zijavac
  - Orijentalni zijavac
  - Crnokrili zijavac
  - Madagaskarski zijavac
  - Zijavac kamenjar (Glareola nuchalis)
  - Sivi zijavac
  - Mali zijavac

## Galerija
- Orientalni zijavac
- Zijavac
- Crnokrili zijavac
- Madagaskarski zijavac
- Zijavac kamenjar
- Sivi zijavac
- Australijski zijavac